# Крапива и кость
«Крапи́ва и кость» (англ. Nettle & Bone) — роман в стиле фэнтези писательницы Урсулы Вернон, изданный в 2022 году под псевдонимом Т. Кингфишер. Произведение в аннотации описывается как мрачная сказка.
Роман получил премию «Хьюго» 2023 года за лучший роман и был номинирован на премию «Локус» 2023 года за лучший фэнтезийный роман и на премию «Небьюла» за лучший роман 2022 года.

## Сюжет
Марра — младшая из трёх принцесс. Её старшая сестра Дамиа выходит замуж за принца Ворлинга, однако умирает через несколько месяцев после свадьбы. Вскоре Кания, средняя из сестёр, выходит замуж за Ворлинга. Марру отправляют в монастырь.
Чрез некоторое время Марре, становится известно, что Ворлинг всячески издевается над Канией. Марра решает покинуть монастырь и спасти сестру.
Марра обращается за помощью к волшебнице, которая даёт ей три, казалось бы, невыполнимых задания: сплести плащ из крапивы, сделать собаку из костей и поймать в банку лунный свет. После того, как Марра выполнит задания, пыльная ведьма соглашается помочь ей убить Ворлинга. Вместе с одержимой демоном курицей пара отправляется в королевство Ворлинга.
По пути они спасают рыцаря по имени Фенрис, который был порабощён, и должен был быть продан в неволю на рынке гоблинов. Они также берут с собой Агнес, крестную фею Марры. Агнес берёт Марру на встречу с феей-крёстной Ворлинга. Крёстная мать связана с семьёй Ворлинга из-за проклятия давно умершего короля. Марра и её друзья снимают проклятие, позволяя старой крёстной матери мирно умереть.
Кания рожает здорового мальчика. На крестинах Агнесса претендует на роль крёстной матери. Она проклинает ребёнка, чтобы тот вырос без отца. Фенрис убивает Ворлинга. Кания становится королевой-регентшей. Марра и Фенрис влюбляются друг в друга и вместе покидают королевство Кании.

## Стиль
История рассказана нелинейно. Например, в первой сцене романа Марра создаёт из костей собаку, а затем повествование возвращается, чтобы объяснить, зачем она это сделала.

## История публикаций
Персонажи и мир романа были впервые представлены в более раннем рассказе Т. Кингфишер «Крёстная мать».

## Критика
Издание Chicago Review of Books похвалило роман за его мрачность и переосмысление классических сказочных образов. В обзоре журнала Grimdark Magazine книге была поставлена оценка 4 из 5 возможных.
Журнал Locus Magazine похвалил «исключительно причудливое миропостроение», написав, что данный роман напоминает работы Терри Пратчетта «в его лучших проявлениях».